# Парки Канади
«Парки Канади» (англ. Parks Canada, фр. Parcs Canada) — установа уряду Канади, якому доручено захищати і представляти в національному масштабі об'єкти природної і культурної спадщини Канади і розвивати усвідомлення у суспільстві, визнання і схвалення таким чином, щоб забезпечити екологічну та історичну цілісність національного надбання для сьогодення і майбутніх поколінь. Парки Канади мають в управлінні 36 національних парків, сім заповідників, три морські заповідники, один національний пам'ятник, а також 158 історичних місць.

## Історія
«Парки Канади» засновані в 1911 як філія Dominion Parks Branch у Департаменті внутрішніх справ, ставши першою у світі службою національних парків. До того часу установа була відома як відділення National Parks Branch і як Служба канадських національних парків. Діяльність «Парків Канади» регулюється відповідно до положень Закону про національні парки Канади, прийнятого в 1930 і зміненого в 2000.

## Організація
Відоме теж як Агентство «Парки Канади» з моменту його створення як окремого агентства в 1998, парки Канади в наш час[коли?] підпадають під відповідальність державного Міністерства з охорони навколишнього середовища Канади. З 1994 до 2003 року «Парки Канади» (під цим чи іншими назвами) підпадали під юрисдикцію Міністерства з питань канадської спадщини. З 1979 по 1994 парки Канади були частиною Департаменту у справах навколишнього середовища, а до цього входили до складу Департаменту у справах індіанців і півночі (1966–1978 рр.), і до Міністерства внутрішніх справ. За довгі роки, після організаційних і політичних змін в керівництві Канади, пріоритети національних парків Канади перемістилися від розвитку до збереження. Починаючи з 1960-х років парки Канади періодично змінювали свою оргструктуру і тепер перейшли до децентралізованої діяльності.
В даний час «Парки Канади» очолює Рон Голлмен (англ. Ron Hallman). Бюджет «Парків Канади» на 2004 рік склав близько $ 500 млн, а чисельність агентства — 4000 співробітників.